# Зоммербродт, Юлиус Вильгельм
Юлиус Вильгельм Зоммербродт (нем. Julius Wilhelm Sommerbrodt; 6 декабря 1813—1903) — немецкий филолог и педагог.

## Биография
Родился 6 декабря 1813 года в Легнице (Пруссия). Учился в Бреслау, Лейпциге и Берлине, в 1835 году получил докторскую степень. Следующие несколько лет путешествовал, преимущественно по Италии. Стал в 1838 году инспектором, в 1844 году — профессором в Королевской Рыцарской академии в Легнице. С 1853 года последовательно занимает посты директора гимназии в Рацибуже, Анкламе и Познани. В 1868 году становится провинциальным школьным советником (нем. Provinzialschulrat) в Киле, в 1873 году — в Бреслау. В 1878 году назначен тайным регирунгсратом (правительственным советником). В 1888 году ушел в отставку, но сохранил за собой пост Королевской научной экзаменационной комиссии в Познани и Силезии. Также был членом протестантского Общего Синода в Берлине.
В научной деятельности занимался преимущественно древнегреческим театром и текстуальной критикой Лукиана, рукописи которого самостоятельно изучал во время путешествий.

## Работы

### О древнегреческом театре
- «Rerum scenicarum capita selecta», Бреслау, 1835 год
- «Quaestiones scenicae», 1843 год
- «De Aeschyli re scenica», 1848-57, 3 tomes, sämtliche szenische Abhandlungen vereinigt in «Scaenica», (Берлин, 1876)
- «Das altgriechische Theater» (Штутгарт, 1865)

### О Цицироне
- «Ciceros Reden ins Deutsche übersetzt», (Штутгарт, 1870 год)
- «Ciceronis Cato maior», (Берлин, 1889 год)

### О Лукиане
- «Lucians ausgewählte Schriften» (или «Ausgewählte schriften des Lucian, erklaert von Julius Sommerbrodt»; Берлин, 1852—1888)
- «Luciani codicum Marcianorum lectiones», (1861 год)
- «Lucianea» (Лейпциг, 1872 год)
- «Lucianus», большое исследование, Том 1, в 2 частях, (Берлин, 1886—1889)

Зоммербродт часто цитируется в fr:Dictionnaire des Antiquités grecques et romaines, (1873—1919) Чарльза Виктора Даремберга и Саглио.